# Тимофеевка (Николаевская область)
Тимофеевка (укр. Тимофіївка) — село в Братском районе Николаевской области Украины.
Население по переписи 2001 года составляло 148 человек. Почтовый индекс — 55420. Телефонный код — 5131. Занимает площадь 0,906 км².

## Местный совет
55420, Николаевская обл., Братский р-н, с. Григоровка, ул. Первомайская, 61